# Зеїндарі
Зеїндарі (груз. ზეინდარი) — село в Грузії.
За даними перепису населення 2014 року в селі проживає 971 особа.